# Balansorgan

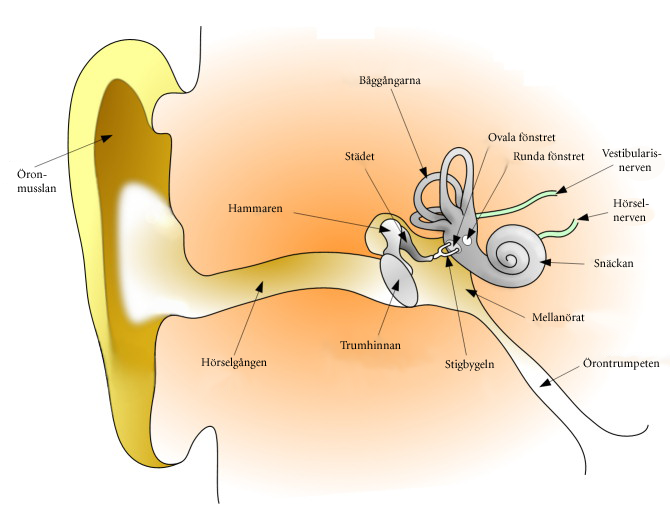

Balansorgan eller vestibulära systemet återfinns i innerörat där den så kallade hinnlabyrinten med de egentliga hörsel- och balansorganen finns, snäckan och båggångarna. Det innersta hörselbenet, stigbygeln, sitter fast på snäckan i en tunn hinna, det ovala fönstret. Genom att denna hinna är mycket mindre än trumhinnan förstärks ljudet. Snäckan är fylld med vätska (lymfa) och har ett stort antal hörselceller som är förbundna med hjärnan genom hörselnerven.
Balansorganet har till uppgift att bevaka kroppens alla rörelser och lägesförändringar. Det har tre halvcirkelformade rör som kallas båggångarna. De sticker ut från en oval säck, cupula. Både säck och gångar innehåller en vätska och på väggarna sitter mycket fina sinnesceller.
När man rör huvudet rör sig också vätskan i rören, men med en liten eftersläpning. Den relativa rörelsen retar sinnescellerna som skickar signaler via balansnerven till hjärnan. Dessa signaler hjälper till att fokusera synen, då man rör på huvudet.
Hörsel- och balansorgan skyddas av tinningbenet. 